# Wildwestbanditen
Wildwestbanditen ist ein US-amerikanischer Stummfilmwestern aus dem Jahr 1923 von Edward Sedgwick mit Hoot Gibson und Laura La Plante in den Hauptrollen. Das Drehbuch basiert auf dem Roman The Ramblin’ Kid von Earl Wayland Bowman.

## Handlung
Der Cowboy Ramblin’ Kid verliebt sich in Carolyn June und gewinnt ihr Herz, nachdem er bei einem Rodeo triumphiert, obwohl er von seinem Feind, dem Griechen Mike Sabota, einem skrupellosen Rennbahnbesitzer, gedopt wurde.

## Hintergrund
1929 wurde der Roman von Universal unter dem Titel The Long, Long Trail, wiederum mit Hoot Gibson in der Hauptrolle, als Tonfilm neu verfilmt.

## Veröffentlichung
Die Premiere des Films fand am 3. September 1923 in New York statt. 1926 kam er in Österreich in die Kinos.